# Un sueño posible
The Blind Side (The Blind Side: Un sueño posible en España y Un sueño posible en Hispanoamérica) es una película dramática basada en el libro The Blind Side: The Evolution of a Game de Michael Lewis, basado en hechos reales, estrenada el 20 de noviembre de 2009 en Estados Unidos, el 15 de marzo en Argentina, el 19 de marzo de 2010 en México y el 18 de junio en España. Protagonizada por Sandra Bullock. Dirigida y escrita por John Lee Hancock, quien afirmó que el núcleo central de la película es la relación que tienen Leigh Anne Tuohy y Michael Oher y cómo evoluciona la familia a lo largo de la película, pero también quiere dar respuesta a "¿Quién es Michael Oher y qué estrellas se han alineado para que un chico de los suburbios de Memphis llegue a brillar tanto?". Durante toda la cinta hay numerosas fotos, diálogos, referencias o cameos de la verdadera familia Tuohy.
Sandra Bullock recibió por su interpretación de Leigh Anne Tuohy el Óscar a la mejor actriz, el Globo de Oro a la mejor actriz dramática y el Premio del Sindicato de Actores a la mejor actriz. El filme fue candidato a mejor película. The Blind Side superó los 200 millones de dólares en la taquilla estadounidense y 300 en la global, lo que convirtió a Bullock en la primera actriz en superar dicha cantidad con una película protagonizada por una mujer.

## Argumento
Durante la mayor parte de su existencia, Michael Oher (Quinton Aaron), de 17 años, ha vivido en acogida con diferentes familias, por la drogadicción de su madre, que vive en Memphis, Tennessee. Cada vez que lo colocaban en un nuevo hogar se escapaba. Un amigo de su padre, que le da un lugar para dormir, pide a Burt Cotton (Ray McKinnon), entrenador del Wingate Christian School, que inscriba a su hijo y también a Mike con una beca para estudiantes. Impresionado por el tamaño de Big Mike y sus aptitudes para el deporte, Cotton lo recibe a pesar de su pésimo expediente académico, con la esperanza de poder tener a un nuevo jugador en la selección de fútbol.
En su nueva escuela, Michael hace amistad con un chico llamado Sean Jr. "SJ" (Jae Head). La madre de SJ, Leigh Anne Tuohy (Sandra Bullock) es una diseñadora de interiores de carácter fuerte y esposa del acaudalado empresario Sean Tuohy (Tim McGraw). Una noche fría y lluviosa, Leigh Anne ve a Michael caminando por la calle solo bajo la lluvia, temblando de frío, y cuando ella le pregunta a dónde va y se entera de que tiene la intención de pasar la noche acurrucado fuera del gimnasio de la escuela, le ofrece un lugar para dormir en su propia casa como invitado. A la mañana siguiente, cuando ve a Michael salir, le sugiere pasar el día de Acción de Gracias con su familia. Poco a poco, Michael se convierte en un miembro más de la familia Tuohy. Las amigas ricas de Leigh Anne la critican por ello e incluso suponen que su hija Collins Tuohy (Lily Collins) esté pasando por una situación incómoda.
Cuando Leigh Anne busca convertirse en tutora legal de Michael, para poder inscribirlo en una universidad, se entera de que fue separado de su madre Denise Oher, con problemas de adicción y de su hermano cuando tenía 7 años, así que decide buscarla para pedirle los documentos de Michael e informarla de sus intenciones. Denise recibe bien a Leigh en su supuesta casa en malas condiciones, pero no consigue evitar llorar al confesar que no recordaba quién era el padre de Michael ni tener siquiera su partida de nacimiento, además de darse cuenta de que pretende adoptarlo, no le importa que lo haga.
Después de mejorar sus calificaciones, Michael es admitido en el equipo de fútbol americano de la escuela. Él tiene un mal comienzo, debido a su naturaleza amable y sumisa, pero Leigh Anne recuerda cuando Michael salvó a su hijo SJ de un accidente de coche bloqueando el airbag con su brazo, debido a su fuerte instinto protector, podía matarlo por ser bajo de estatura y sentado en el asiento delantero, y lo aprovecha diciéndole que considere a sus compañeros de equipo como si fuesen miembros de su familia, Michael domina el campo en la posición de tackle ofensivo izquierdo, el lado que protege al quarterback en su punto ciego. SJ envía vídeos de las jugadas a los entrenadores universitarios de todo el país y todos se interesan por su enorme potencial. Leigh Anne descubre que para obtener una beca en NCAA División I, Michael necesita un promedio de 7,5, por lo que contratan a una tutora, miss Sue (Kathy Bates). Algunos de los maestros ayudan y Michael logra una calificación de 7,6 para obtener la beca en la universidad.
Cuando los entrenadores de equipos profesionales de fútbol vienen a tratar de reclutar a Michael, Leigh Anne deja claro que prefiere la Universidad de Misisipi (Ole Miss) ya que tanto ella como su marido son exalumnos de esa universidad. Miss Sue, otra exalumna de Ole Miss, le dice a Michael (a quien no le gustan las películas de terror) que el FBI entierran en el Neyland Stadium en la Universidad de Tennessee restos de cadáveres para ser investigados en su departamento de ciencias. Michael se compromete a Ole Miss.
Michael y los Tuohy se convierten en el objeto de una investigación de la NCAA. La investigadora Granger (Sharon Morris), le dice a Michael que Miss Sue y los Tuohy son fervientes impulsores de Ole Miss, que están sujetos a restricciones especiales, y su entrenador de la preparatoria obtuvo un trabajo en Ole Miss después de que Michael eligió la escuela, lo que pone en riesgo la aprobación de su beca por las influencias consideradas ilegales. Michael se enfrenta a Leigh Anne preguntándole si ella lo adoptó solo para jugar al fútbol por su alma mater, sospecha que lo habrían manipulado para obtener ventajas económicas al jugar fútbol como profesional, ésta se queda perpleja y Mike asume que es así y se marcha. Michael entonces se va a buscar a su madre biológica en los suburbios y casas de proyectos de ayuda a los pobres. Sus viejos amigos le dan la bienvenida, pero su líder hace comentarios un poco groseros sobre Leigh Anne y Collins. Michael se enfada y en la lucha de pandillas que siguió, somete a sus antiguos amigos y luego huye a la calle.
Leigh Anne busca a Michael en su coche por las calles y el líder de la pandilla le dice que había venido anoche, la insulta y la amenaza diciendo que cualquier día irá a por él para matarlo, pero ella le asegura que debe tener más miedo él de ella, que ella de él y su pandilla, por ser miembro de la asociación nacional del rifle, tener armas y saber disparar. Justo cuando va a retomar la búsqueda por la calle, Michael le llama por teléfono y esta vez le dice "mamá". Ambos se encuentran en la lavandería de la calle y Anne le dice que le apoyará en cualquier decisión que tome, elección de universidad y trabajar en otra profesión. Michael satisface a la investigadora que califica la beca estudiantil, explicando que él eligió la universidad Ole Miss porque toda su familia ha estudiado allí.
Más tarde, Leigh Anne y su familia llevan a Michael al campus de Ole Miss para comenzar la universidad, antes de un emotivo adiós entre Leigh Anne y su hijo Michael. La película termina mostrando fotos de los personajes reales y explicando que Michael consiguió graduarse con ayuda de la señora Sue y llegó a ser un jugador profesional de mucho éxito.

## Reparto
- Michael Oher, interpretado por Quinton Aaron, es el hijo adoptivo del matrimonio formado por Leigh Anne y Sean Tuohy, actual jugador de los Carolina Panthers y ganador del Super Bowl XLVII con los Baltimore Ravens. Quinton Aaron se preparó durante la primavera de 2009 en el Georgia Tech Football para interpretar a su personaje con la mayor fidelidad posible.[3]
- Leigh Anne Tuohy, interpretada por Sandra Bullock. Es el personaje principal, una mujer que estudió en la Universidad de Misisipi -conocida como "Ole Miss"- y que trabaja como diseñadora de interiores. Esposa de Sean.
- Sean Tuohy, interpretado por Tim McGraw. Estudió en la Universidad de Misisipi. Es el marido de Leigh Anne, propietario de las franquicias de comida rápida Taco Bell y Long John Silver's.
- Collins Tuohy, interpretada por Lily Collins. Es la hija biológica adolescente del matrimonio.
- SJ. Tuohy, interpretado por Jae Head. Es el hijo biológico del matrimonio, el menor de los tres hijos.
- Miss Sue, interpretada por Kathy Bates. Es la profesora particular contratada por los Tuohy, con el fin de que Michael mejore sus notas y pueda acceder a la universidad y así conseguir una beca de fútbol.[7]
- Sra. Boswell, interpretada por Kim Dickens. Es una profesora de la escuela de Michael, quien lo ayuda constantemente.
- Investigadora Granger de la NCAA, interpretada por Sharon Morris.
- Entrenador Burt Cotton, interpretado por Ray McKinnon.

### Entrenadoresque se interpretan a sí mismos[3]
- Tommy Tuberville, de la Universidad de Auburn.
- Nick Saban, de la Universidad Estatal de Luisiana.
- Lou Holtz, de la Universidad de Carolina del Sur.
- Philip Fulmer, de la Universidad de Tennessee.
- Houston Nutt, de la Universidad de Arkansas.
- Ed Orgeron, de la Universidad de Misisipi.

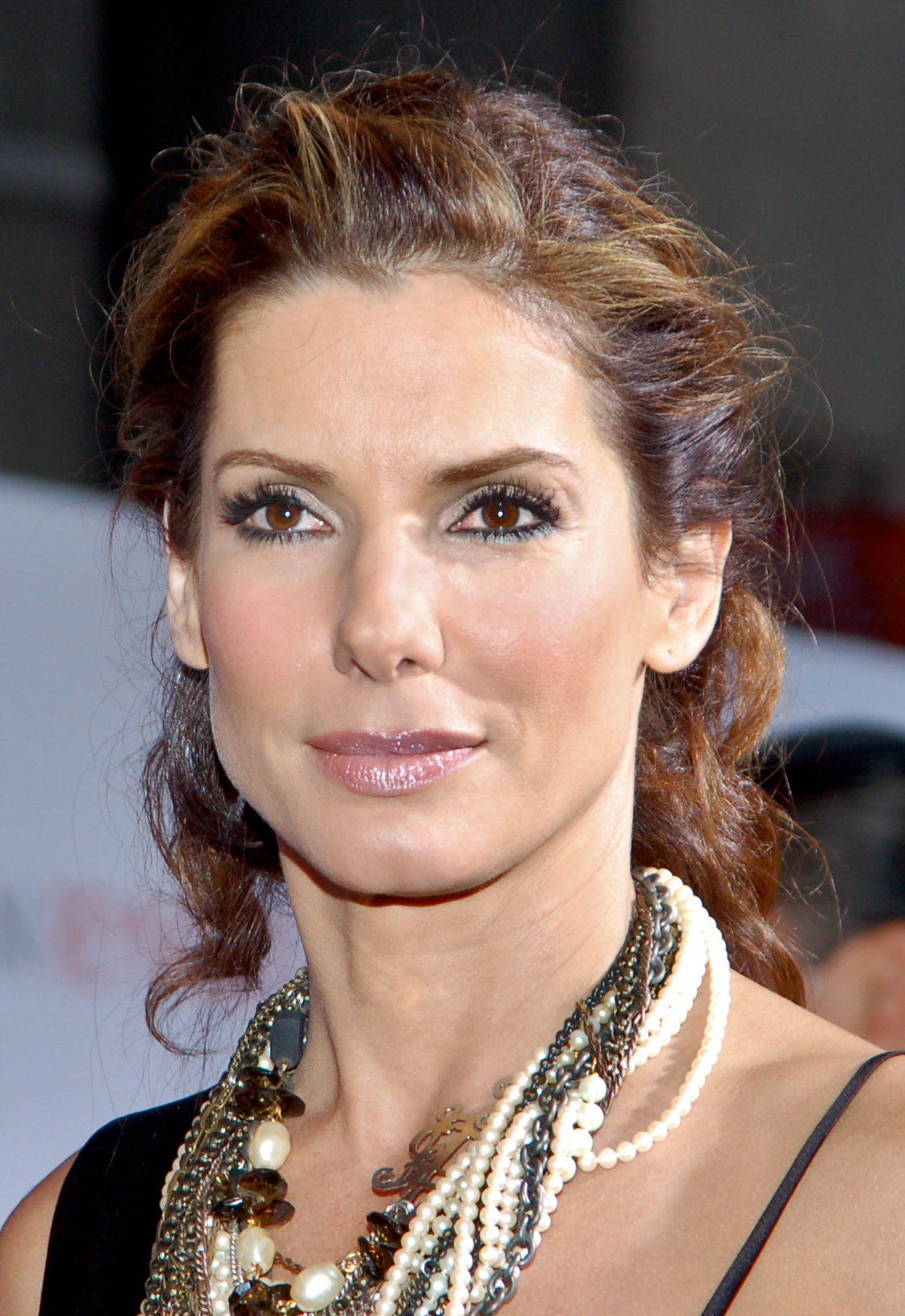
Sandra Bullock como Leigh Anne Tuohy.

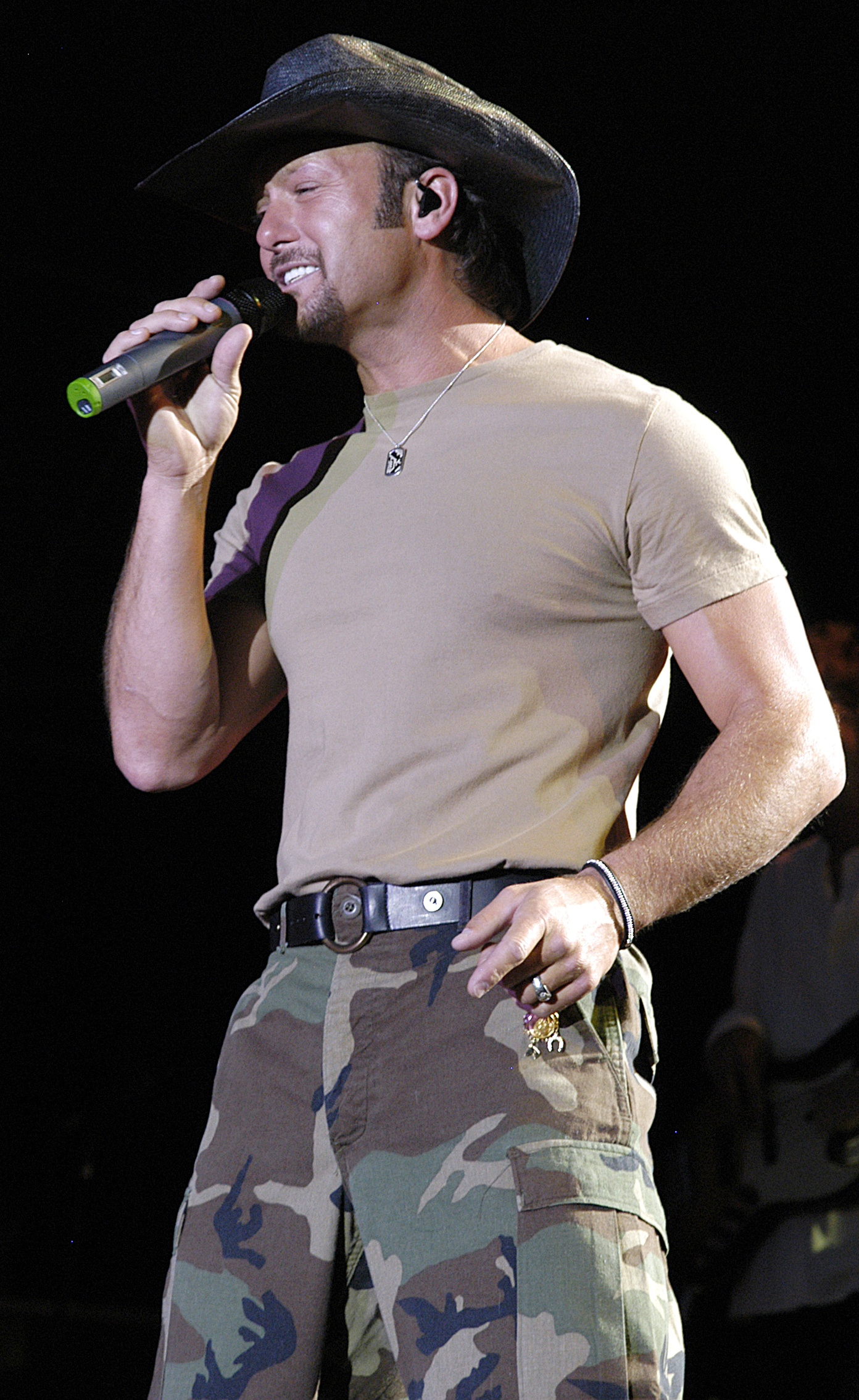
Tim McGraw como Sean Tuohy.

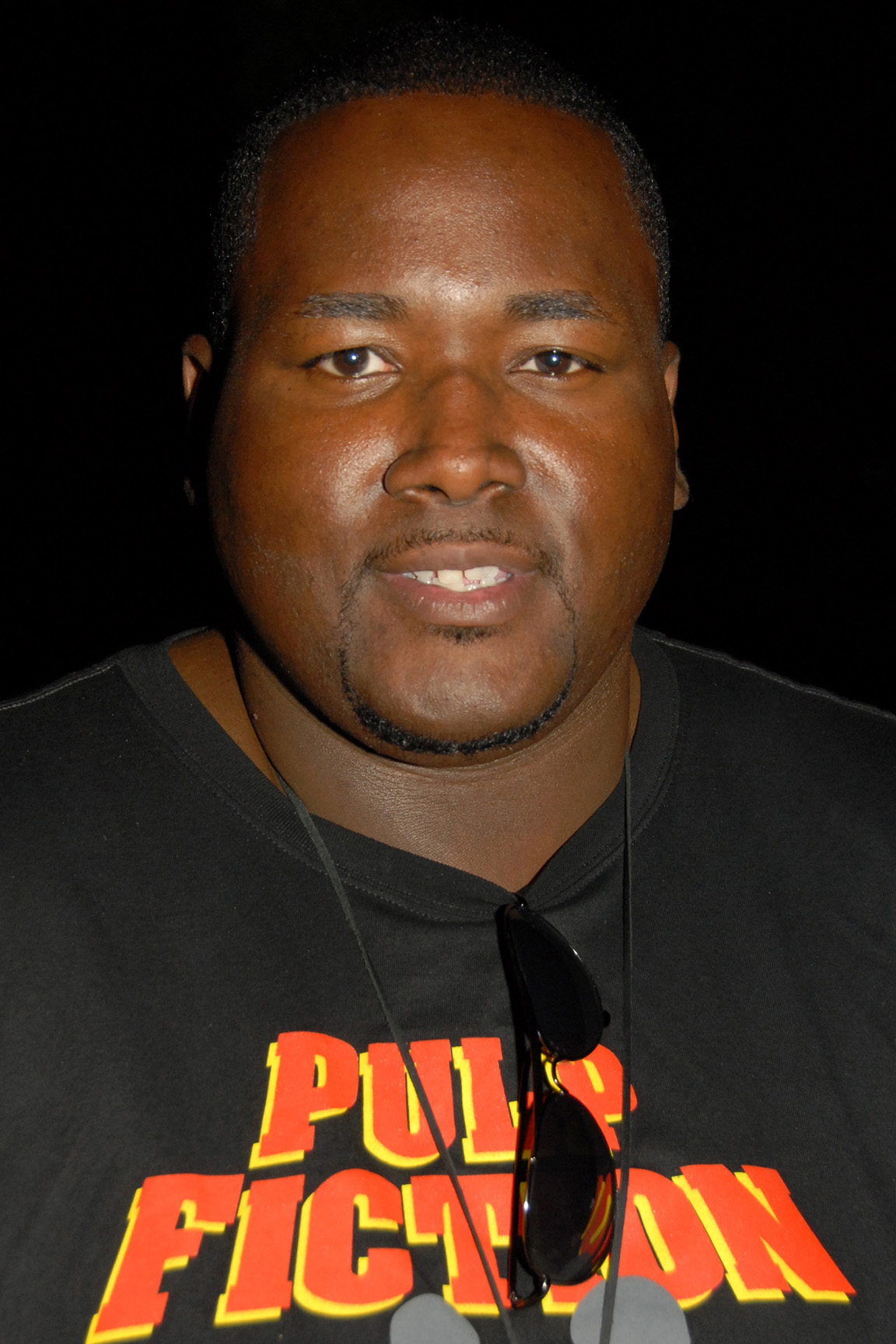
Quinton Aaron como Michael Oher.

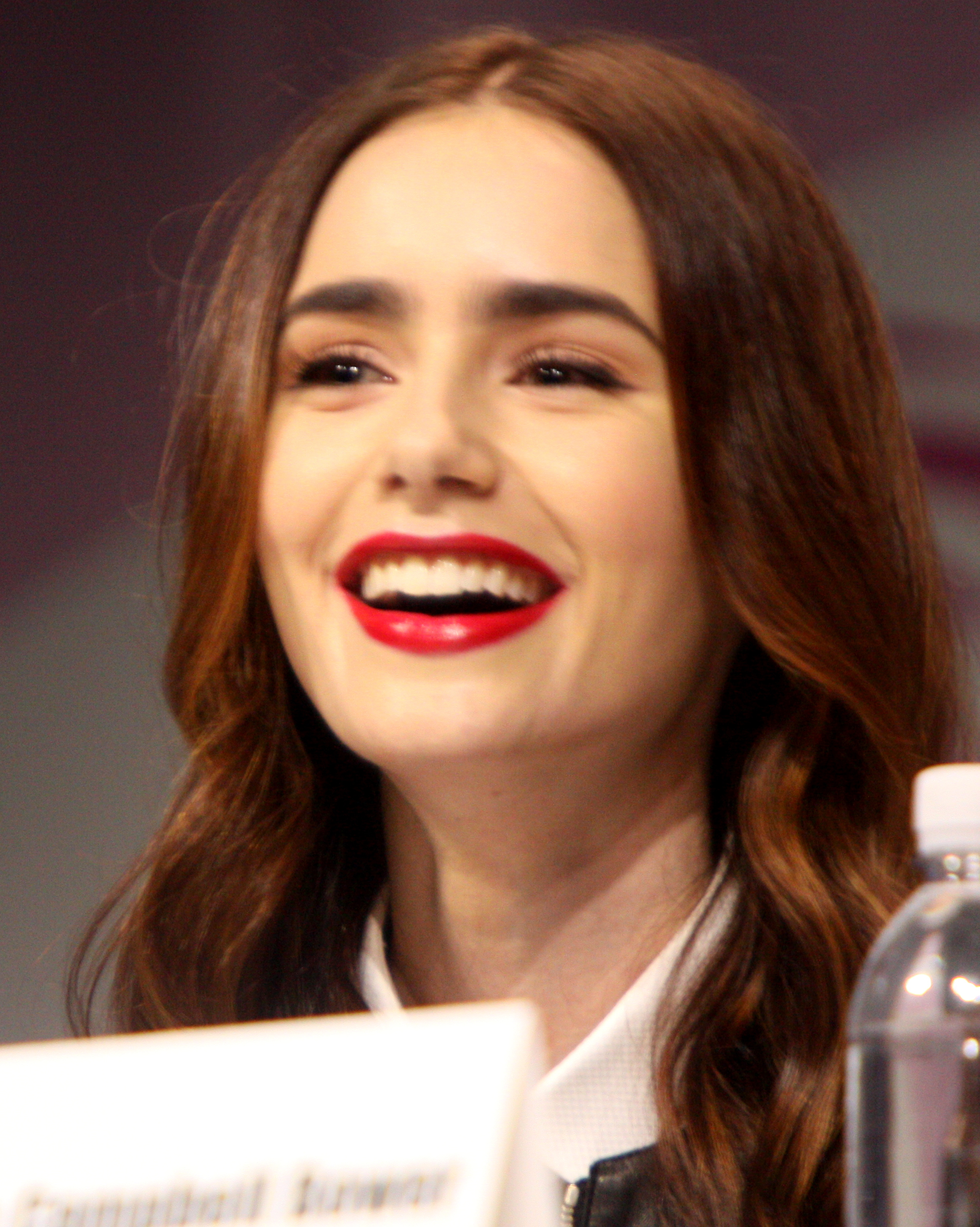
Lily Collins como Collins Tuohy.

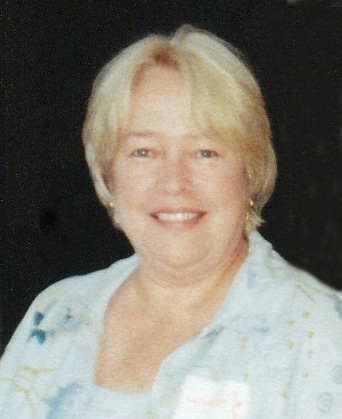
Kathy Bates como la Sra. Sue.

## Producción
Para su tercera película como director, John Lee Hancock decidió adaptar el libro de Michael Lewis The Blind Side: The Evolution of a Game, inspirado en la historia real del jugador de fútbol americano Michael Oher. El director y guionista realizó el primer borrador del guion de The Blind Side a finales de 2007, finalizándola en verano de 2008 cuando decidió entregárselo a la productora 20th Century Fox. La productora no creía en el proyecto, ya que no entraba en los estándares de una película exitosa, ya que no se trata de una deportiva ni muy femenina, aunque su protagonista fuera de dicho género. 
El proyecto comenzó y la productora propuso a Julia Roberts el papel de Leigh Anne Tuohy, mientras que para el de Michael Oher, el director buscaba a un afroamericano de 6 pies y 5 pulgadas (1,96 metros) que pesara unas 350 libras (130 kilogramos), el director sabía que era complicado encontrar a ese actor, pero la productora decidió financiar un conjunto de audiciones por todo Estados Unidos. Consiguieron a Quinton Aaron, quien después de la audición dejó una tarjeta de contacto para trabajar como guardia de seguridad en el set de filmación, en caso de que no fuera elegido para interpretar a Michael Oher.
Julia Roberts rechazó el papel de Tuohy y la productora se replanteó el proyecto pensando que ninguna actriz conseguiría llevar a un gran número de espectadores siendo la protagonista. Por ello, Fox propuso a Hancock que en lugar de protagonizarla una mujer que lo hiciera un hombre, haciendo la típica película de padre hizo. Sin embargo, Hancock rechazó la idea y Fox abandonó el proyecto. Pero un agente de la CAA envío el guion al productor Molly Smith, de la productora Alcon, quien había hecho películas interesantes de bajo presupuesto como My Dog Skip y Sisterhood of the Traveling Pants. Esta productora estaba financiada con el dinero de su padre, Fred Smith, fundador del FedEX. Su hijo pequeño, Cannon, es amigo de la hija de los Tuohy, Collins, y ambas familias se llevan bastante bien debido a ello.
Los Smith hablaron con el copresidente de la empresa, Andrew Kosove, quien leyó el guion y observó que con un buen reparto y un razonable presupuesto podrían convertirse en un éxito en taquilla con un recaudación de 75 millones de USD. Alcon tuvo que esperar seis semanas durante el cual el CAA conseguía el guion de la Fox que había sido comprado por Walt Disney Pictures. Tras conseguirlo Alcon mantuvo al actor y decidió que Sandra Bullock fuera la protagonista y podrían permitírselo.
Sin embargo, ésta rechazó intervenir en la película hasta tres veces, puesto que creía que no sabría interpretar a una devota cristiana. Tras conseguir que aceptara, los honorarios de Bullock crearon otro problema ya que lo estándar eran 10 millones más un 10% de la taquilla, sin embargo Alcon consiguió que rebajara sus pretensiones hasta los 5 millones con un mayor porcentaje de la taquilla y una parte de las ventas en DVD. Con ese acuerdo, Bullock conseguiría 25 millones y, el director, quien también conseguía parte de los beneficios, una de siete cifras.
El rodaje comenzó en abril de 2009 en la ciudad de Atlanta, Georgia, estado en el que se rodó íntegra. Durante las dos primeras semanas, Bullock pensó que su interpretación estaba siendo muy mala, pero el director John Lee Hancock la convenció de que siguiera adelante. Bullock ganó el Óscar a la mejor actriz.
La postproducción se hizo muy rápido debido a que la distribuidora, Warner Bros., decidió cambiarla de fecha de estreno al Día de Acción de Gracias debido a que se estaba retrasando la producción de Cats and Dog 2.

## Banda sonora
La banda sonora original de la película fue realizada Carter Burwell, aunque a lo largo de la película pueden escucharse otras 24 canciones no incluidas en la banda sonora de Burwell. A continuación se ofrece el listado de que conforma la banda sonora:.

| Lista de canciones |                                         |          |  |
| N.º                | Título                                  | Duración |  |
| 1.                 | «To Protect His Blind Side»             | 1:04     |  |
| 2.                 | «Cello Song»                            | 3:52     |  |
| 3.                 | «All Things Are Possible / Your Father» | 1:40     |  |
| 4.                 | «Osmosis»                               | 1:10     |  |
| 5.                 | «Hang of It»                            | 0:50     |  |
| 6.                 | «Unsquare Dance»                        | 2:01     |  |
| 7.                 | «Eviction»                              | 1:01     |  |
| 8.                 | «Summer Training»                       | 1:34     |  |
| 9.                 | «Moms»                                  | 1:11     |  |
| 10.                | «Thank Me Later»                        | 1:47     |  |
| 11.                | «Part of The Family»                    | 1:13     |  |
| 12.                | «The First Game»                        | 1:13     |  |
| 13.                | «Gridiron Machine»                      | 1:30     |  |
| 14.                | «Inspired Play»                         | 1:37     |  |
| 15.                | «Taming Lions»                          | 1:35     |  |
| 16.                | «The Art of Recruiting»                 | 2:21     |  |
| 17.                | «The Light Brigade»                     | 2:42     |  |
| 18.                | «Michael Graduates»                     | 0:49     |  |
| 19.                | «It’s Your Life»                        | 1:16     |  |
| 20.                | «My Son Michael»                        | 2:04     |  |
| 21.                | «Going Up The Country»                  | 2:52     |  |
| 22.                | «Chances-Five For Fighting»             | 3:33     |  |

## Distribución
A pesar de enfrentarse a The Twilight Saga: New Moon en el Día de Acción de Gracias, el presidente de Warner Bros., Dan Fellman, afirmó que esperaba que muchas mujeres asistieran al estreno. Sin embargo las prisas en la postproducción afectaron a la promoción, ya que uno de los pases con público se hizo con marineros en la bahía de San Diego, cuando esperaba su director que hubiera mayoría de mujeres. A pesar de ello un 88% de los asistentes afirmó que se la recomendaría a su mejor amigo.
En vista del resultado obtenido, los distribuidores de Alcon decidieron promocionar la película en una variedad de mercados como a admiradores de fútbol y periodistas y deportivos. Al igual que utilizaron la ceremonia de los Premios de Música country en Nashville a la que asistieron Tim McGraw y su esposa, Faith Hill. Las siguientes pruebas con los espectadores resultaron muy positiva teniendo una nota de matrícula de honor, por lo que creían que podían incluso conseguir en su estreno en torno a 30 millones de dólares a pesar de la competencia.
El estreno mundial tuvo lugar en Nueva York, acudiendo al evento los actores Sandra Bullock, Tim McGraw, Quinton Aaron, Lily Collins y Jae Head, y el director John Lee Hancock. También asistió la familia Tuohy completa. Por otro lado hubo una anterior premier, llevada a cabo en Nueva Orleans, en el cine Prytania. Dicho evento sirvió para recaudar fondos con el fin de reconstruir la ciudad, devastada por el huracán Katrina.
En otros países no llegaría a estrenarse hasta meses, después tras la consecución del premio Oscar por parte de Sandra Bullock, centrándose la promoción más en la actriz que en la historia. El tour promocional que iba a realizarse en Europa fue cancelado por motivos personales de Bullock, por lo que las premieres proyectadas en Londres, Reino Unido y Berlín, Alemania no se llevaron a cabo. Un representante de la actriz señaló que "no tiene ningún sentido hacer una premiere sin su presencia".

## Recepción

### Respuesta crítica
Prensa estadounidense y de otros países
La película fue recibida de forma favorable por la prensa cinematográfica estadounidense. Según la página de Internet Rotten Tomatoes obtuvo un 66% de comentarios positivos, llegando la siguiente conclusión: "puede que a algunos de los espectadores les parezca simple, pero The Blind Side tiene un buen material de base y una buena interpretación de Bullock".
Los críticos con mayor reconocimiento del sitio web le otorgaron un 62% de comentarios positivos; entre ellos, Lisa Kennedy,  redactó para el Denver Post que "nunca sabremos por qué Leigh Anne Tuohy es tan valiente, pero Bullock es lo que aquí destaca".
En otra página que recoge críticas de cine, Metacritic, la cinta obtuvo una valoración mixta, con un 52%, basado en 29 comentarios de los cuales 16 son positivos. Entre los comentarios publicados mencionar que Jackie K. Cooper escribió que "Bullock demuestra todo su talento para actuar en esta película que entretiene a todos los niveles". Por su parte Kate Muir señaló para la revista Time que "Bullock realiza una tremenda interpretación. Lamentablemente el resto de la película es dolorosamente paternalista". Graham Young dijo que "algunos podrán encontrarla demasiado sentimental, pero consigue que tus emociones salgan a la luz, y Sandy demuestra que realmente puede actuar".
España
Pese a la buena acogida cosechada en su país de origen el film no obtuvo el mismo reconocimiento en España. La página web Sensacine le otorgó una nota media de 1.71 sobre 5. Tomás Fernández Valentí la definió para Imágenes de Actualidad como "una fábula inscribible al cien por cien en el macrogénero de la americana, y si se asume su carácter localista, se revela un film excelentemente rodado, de buen ritmo e interpretado con competencia". Tonio L. Alarcón escribió para Dirigido Por que "Hancock se centra única y exclusivamente en los logros atléticos de su protagonista". Rubén Romero señaló para el diario Público que era "un melodrama con caspa ochentera de la época gloriosa de aquel subgénero televisivo que se dio en llamar trauma drama".

### Taquilla
Durante la semana previa al estreno los estudios y analistas de taquilla estimaban las ganancias en 15 millones de dólares y la tercera posición en el ranking. Sin embargo acumuló 34 millones, con una media por sala de 10.971 dólares, y alcanzó la segunda posición de la tabla, convirtiéndose en el mejor fin de semana de estreno de la carrera de la protagonista. Durante su segundo fin de semana aumentó sus ingresos en un 17,6% alcanzando los 40 millones en el fin de semana y sumando 100 millones en diez días.  En su tercer fin de semana en cartel descendió sus ingresos en un 50% pero llegó a la primera posición de la taquilla, con 128 millones en diecisiete días. Durante las seis semanas siguientes la película se seguiría manteniendo entre las diez películas más vistas en el país.
El presupuesto fue de 29 millones y finalmente la cantidad obtenida en los mercados de Estados Unidos y Canadá fue de $255.959.475, siendo la octava cinta más exitosa en dichos territorios en 2009 y el drama deportivo más taquillero. Sin embargo, a nivel internacional la acogida del film fue más discreta, sumando $53.248.834, suponiendo el 17,2 % de la recaudación mundial, frente al 82,8% que supuso lo acumulado en su país de procedencia. En España pese a las dudas iniciales en torno a su distribución –su estreno fue retrasado en numerosas ocasiones– llegó a acumular 2.5 millones de dólares al final de su trayectoria, y en el fin de semana de su estreno debutó en tercera posición con 540.000€ siendo exhibida en 223 cines, con una media por sala de 2.443€.
Tras su explotación comercial el cómputo total alcanza los $309.195.935, siendo la vigésimo primera película con mayores recaudaciones del año por delante de G.I. Joe: The Rise of Cobra y por detrás de Inglorious Basterds. Como consecuencia de estos datos Bullock se convirtió en la primera actriz en superar la barrera de los 200 millones en USA con una película protagonizada por una mujer, y también en el intérprete más rentable del año gracias a The Blind Side y la comedia romántica The Proposal. En la siguiente tabla se muestran los diez primeros países en los que mayores cifras obtuvo:
| País           | Recaudación (en USD) |
| -------------- | -------------------- |
| Estados Unidos | 255.959.475          |
| Australia      | 12.273.902           |
| Reino Unido    | 9.127.125            |
| Alemania       | 6.295.841            |
| México         | 4.105.623            |
| Brasil         | 3.004.286            |
| España         | 2.529.601            |
| Corea del Sur  | 2.165.985            |
| Nueva Zelanda  | 1.289.019            |
| Sudáfrica      | 1.046.568            |

## Premios

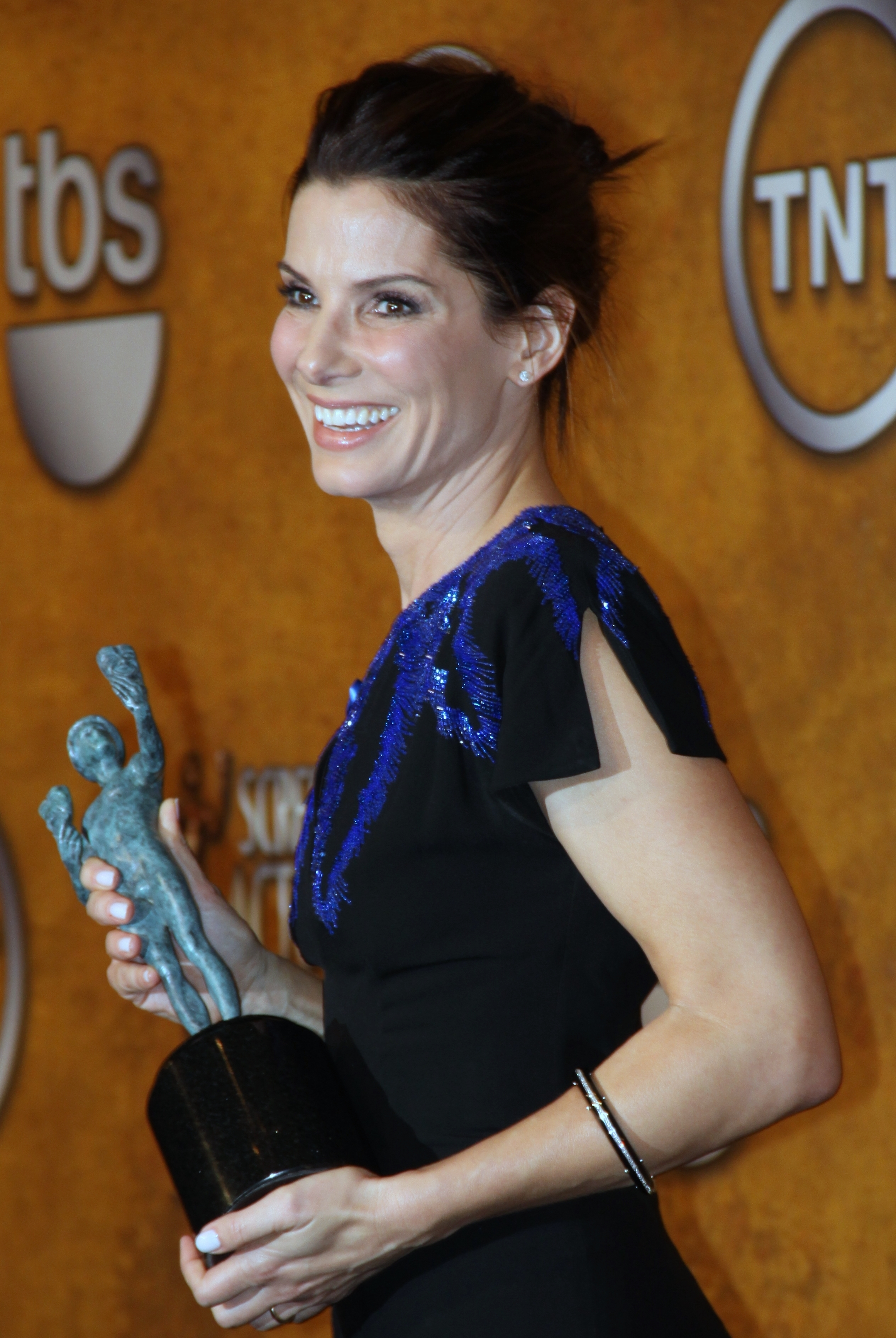
Sandra Bullock recogiendo el Premio del Sindicato de Actores a la mejor actriz en la 16.ª edición de dicha entrega de premios.

| Año  | Premio                                                | Categoría                                | Persona                    | Resultado |
| ---- | ----------------------------------------------------- | ---------------------------------------- | -------------------------- | --------- |
| 2009 | Premios Óscar                                         | «Mejor película»                         | «Mejor película»           | Candidata |
| 2009 | Premios Óscar                                         | «Mejor actriz»                           | Sandra Bullock             | Ganadora  |
| 2010 | Premios BET                                           | «Mejor película»                         | «Mejor película»           | Candidata |
| 2010 | Premios BET                                           | «Mejor actor»                            | Quinton Aaron              | Candidato |
| 2010 | Black Reel Awards                                     | «Mejor película»                         | «Mejor película»           | Candidata |
| 2010 | Black Reel Awards                                     | «Mejor actor»                            | Quinton Aaron              | Candidato |
| 2010 | Black Reel Awards                                     | «Mejor actor revelación»                 | Quinton Aaron              | Candidato |
| 2010 | Black Reel Awards                                     | «Mejor guion»                            | John Lee Hancock           | Candidato |
| 2010 | Broadcast Film Critics Association                    | «Mejor actriz»                           | Sandra Bullock             | Ganadora  |
| 2010 | Broadcast Film Critics Association                    | «Mejor actor joven»                      | Jae Head                   | Candidato |
| 2009 | Dallas-Fort Worth Film Critics Association            | «Mejor actriz»                           | Sandra Bullock             | Candidata |
| 2009 | Premios Globo de Oro                                  | «Mejor actriz - Drama»                   | Sandra Bullock             | Ganadora  |
| 2010 | Image Awards                                          | «Mejor película»                         | «Mejor película»           | Candidata |
| 2010 | Image Awards                                          | «Mejor actriz»                           | Sandra Bullock             | Candidata |
| 2010 | Image Awards                                          | «Mejor actor»                            | Quinton Aaron              | Candidato |
| 2010 | Image Awards                                          | «Mejor guion»                            | John Lee Hancock           | Candidato |
| 2010 | Kid's Choice Awards                                   | «Actriz favorita»                        | Sandra Bullock             | Candidata |
| 2010 | MTV Movie Awards                                      | «Mejor actriz»                           | Sandra Bullock             | Candidata |
| 2010 | MTV Movie Awards                                      | «Mejor actor revelación»                 | Quinton Aaron              | Candidato |
| 2009 | Phoenix Film Critics Society Awards                   | «Mejor interpretación de un actor joven» | Jae Head                   | Ganador   |
| 2010 | Premios del Sindicato de Actores                      | «Mejor actriz»                           | Sandra Bullock             | Ganadora  |
| 2010 | Teen Choice Awards                                    | «Mejor película dramática»               | «Mejor película dramática» | Ganadora  |
| 2010 | Teen Choice Awards                                    | «Mejor actriz - Drama»                   | Sandra Bullock             | Ganadora  |
| 2010 | Teen Choice Awards                                    | «Mejor actor revelación»                 | Quinton Aaron              | Candidato |
| 2009 | Washington D. C. Area Film Critics Association Awards | «Mejor actriz»                           | Sandra Bullock             | Candidata |
| 2009 | Washington D. C. Area Film Critics Association Awards | «Mejor guion adaptado»                   | John Lee Hancock           | Candidato |
| 2010 | Young Artist Awards                                   | «Mejor joven actor de reparto»           | Jae Head                   | Candidato |

## Reclamación legal de la familia Tuohy
En agosto de 2023, Oher presentó una demanda alegando que Leigh Ann y Sean Tuohy nunca lo adoptaron, sino que crearon una tutela que les dio autoridad legal para hacer negocios en su nombre. Alegó que los Tuohy usaron su poder como tutores para llegar a un acuerdo que les pagó a ellos y a sus dos hijos millones de dólares en regalías de la película The Blind Side, mientras que Oher no recibió nada. SJ, el hijo biológico de la familia Tuohy, afirma haber recibido «entre 60 y 70 mil dólares en el transcurso de los últimos cuatro o cinco años».
La acción legal de Oher pidió al tribunal que pusiera fin a la tutela de los Tuohy y emitiera una orden judicial que les prohibiera usar su nombre y semejanza o referirse a sí mismos como su familia adoptiva. También pidió una contabilidad completa del dinero que los Tuohy ganaron usando el nombre de Oher, que se le pagara su parte de las ganancias y otros daños compensatorios y punitivos. El abogado que representa a los Tuohy emitió una declaración sobre los comentarios de Oher, describiéndolos como «hirientes y absurdos» y alegando que Oher había amenazado con «plantar una historia negativa sobre ellos en la prensa a menos que le pagaran 15 millones de dólares».

«Lo más importante para mí fue que me retrataran como si no supiera leer ni escribir. Cuando entras a un vestuario y tus compañeros de equipo no creen que puedas aprender un libro de jugadas, eso pesa mucho»

El 29 de septiembre, el juez puso fin a la tutela, que los Tuohy habían dicho que estaban felices de terminar.